# Kvänum
Kvänum est une localité de Suède située dans la commune de Vara (comté de Västra Götaland). Elle couvre une superficie de 1,6 km2. En 2010, elle compte 1 277 habitants.